# Prostředí kulturní památky
Prostředí kulturní památky je v české legislativě neurčitý a nedefinovaný právní pojem, který označuje jakousi méně formální analogii ochranného pásma ve vztahu ke kulturním památkám. Pro některé činnosti v prostředí kulturní památky si vlastník kulturní památky musí vyžádat stanovisko orgánu památkové péče; ten může rovněž zakázat jakékoliv osobě činnost, která působí nebo by mohla způsobit nepříznivé změny stavu kulturní památky nebo jejího prostředí anebo ohrožují zachování nebo společenské uplatnění kulturní památky. 

## Výklad pojmu
Pojem „prostředí kulturní památky“ se objevuje v § 11 odst. 2, § 14 odst. 1 a v § 17 odst. 1 a 3 českého zákona o státní památkové péči 20/1987 Sb., není však zákonem přímo definován. Obsah pojmu je předmětem sporů mezi úředníky stavebních úřadů i státní památkové péče. Ministerstvo kultury na žádost o výklad uvedlo, že daný termín lze považovat za neurčitý právní pojem, tedy jeho obsah a rozsah se může měnit, bývá podmíněn úrovní poznání v technických vědách i časem a místem aplikace normy, přičemž zákonodárce tím vytváří prostor správě, aby zhodnotila, zda konkrétní případ patří do rozsahu neurčitého pojmu, a předpokládá její odbornost. Vlastní obsah pojmu prostředí je podle ministerstvem citované výkladové literatury třeba odvozovat od předmětu ochrany, konkrétně od jeho hodnoty. V případě prostředí kulturní památky jde o předmět ochrany přímo svázaný s kulturní památkou a jeho užití je na místě tam, kde je určitá kulturní památka nějak úzce spjata se svým okolím, přičemž pokud by bylo toto okolí narušeno, umenšily by se hodnoty kulturní památky a její uplatnění v kontextu, v němž je začleněna. V takovém případě je předmětem ochrany nejen kulturní památka jako taková, ale i toto její okolí, v němž je začleněna. Příkladem může být historický park (nebo jiný prvek kulturní krajiny), v němž je kulturní památka situována.
Prostředí kulturní památky je podle výkladu ministerstva nutno striktně odlišovat od ochranného pásma podle § 17 zákona o státní památkové péči. Ochranné pásmo je vymezováno správním aktem pouze k ochraně nemovité kulturní památky či nemovité národní kulturní památky, nelze jej vymezit k ochraně movité kulturní památky, a jeho územní rozsah musí být správním aktem přesně určen. Prostředí kulturní památky není vymezováno žádným správním aktem, existuje ve vztahu ke kulturní památce na základě objektivních skutečností (například historických, architektonických nebo jiných souvislostí). Zpravidla se týká kulturních památek nemovitých, může však existovat i prostředí kulturní památky movité. Územně se mohou prostředí nemovité kulturní památky a její ochranné pásmo krýt, není to však nezbytnou podmínkou.
Právní důsledky závisí i na tom, zda je vlastník prvku „prostředí“ totožný s vlastníkem samotné kulturní památky. Vlastníka kulturní památky tíží povinnost vyžádat si závazné stanovisko také tehdy, když zamýšlí provést zásah nikoli přímo na kulturní památce, nýbrž na jejím prostředí. Pokud by zásah do prostředí kulturní památky měl v úmyslu někdo jiný než její vlastník, tato povinnost se na něj nevztahuje. Typickými zásahy do prostředí kulturní památky může být například budování odvodňovacího systému podél zdi stavby, zásahy do plotu nebo samostatně stojící garáže nebo jiné drobné stavby na pozemku, který je kulturní památkou atd.
Ustanovení § 11 odst. 2 zákona o státní památkové péči, která se ovšem netýkají povolovacího řízení zahajovaného na návrh účastníka, ale řízení zahajovaného z vlastní iniciativy správního orgánu, umožňují limitovat činnost jakékoli fyzické nebo právnické osoby, tedy i té, která není vlastníkem kulturní památky. Takto může správní orgán omezit činnost, která působí nebo by mohla způsobit nepříznivé změny stavu kulturní památky nebo jejího prostředí anebo ohrožují zachování nebo společenské uplatnění kulturní památky s tím, že tato škodlivá činnost může mít původ v prostředí kulturní památky (např. umístění zdroje vibrací, znečištění atp.).
Pokud se zamýšlené zásahy v prostředí kulturní památky nemohou na hodnotě kulturní památky odrazit (například barva a podoba obkladů v koupelně novodobého domu, postaveného na pozemku prohlášeném za kulturní památku jako nemovitý archeologický nález), nemůže být také legálně a legitimně takovýto záměr omezen či zakázán, popřípadě nepřipuštěn.